# Narcistisch getal
In een bepaald talstelsel is een getal een narcistisch getal of armstronggetal als het de som is van zijn eigen cijfers elk tot de macht verheven van het aantal cijfers.
In het decimale stelsel zijn bijvoorbeeld de getallen 153 en 371 narcistisch, want
{\displaystyle 153=1^{3}+5^{3}+3^{3}}
en
{\displaystyle 371=3^{3}+7^{3}+1^{3}}

## Definitie
In het talstelsel met grondtal {\displaystyle b} is het getal {\displaystyle c}, voorgesteld door de rij cijfers {\displaystyle c_{k}c_{k-1}\ldots c_{2}c_{1}}, dus
{\displaystyle c=\sum _{i=1}^{k}c_{i}b^{k-1}},
een narcistisch getal, of armstronggetal, als geldt:
{\displaystyle c=\sum _{i=1}^{k}c_{i}^{k}.}
Duidelijk is dat alle getallen van één cijfer in elk stelsel narcistisch zijn.
Het aantal narcistische getallen is voor elk grondtal eindig, aangezien voor een getal {\displaystyle c_{k}c_{k-1}\ldots c_{2}c_{1}} met {\displaystyle k} cijfers bij het grondtal {\displaystyle b} geldt
{\displaystyle \sum _{i=1}^{k}c_{i}^{k}\leq k(b-1)^{k}}
en voor {\displaystyle k} groot genoeg, zeg {\displaystyle k>k_{0}}, is:
{\displaystyle k(b-1)^{k}<b^{k-1}},
zodat er geen narcistisch getal is met meer dan {\displaystyle k_{0}} cijfers.
Voor het grondtal 2 zijn de enige narcistische getallen 0 en 1. In het decimale stelsel zijn er 88 narcistische getallen; de grootste is het getal
115.132.219.018.763.992.565.095.597.973.971.522.401
met 39 cijfers.

## Varianten
Men spreekt ook over andersoortige narcistische getallen, waarvoor enigszins andere eisen gelden.
Zij
{\displaystyle n=\sum _{i=1}^{k}c_{i}g^{i-1}}
een geheel getal met de voorstelling {\displaystyle c_{k}c_{k-1}\ldots c_{1}} in het talstelsel met grondtal {\displaystyle g}.

### m-narcistisch getal
Als voor enige {\displaystyle m} geldt dat 
{\displaystyle n=\sum _{i=1}^{k}{d_{i}}^{m}},
dan heet {\displaystyle n} een narcistisch getal (of specifieker: een {\displaystyle m}-narcistisch getal).

### Met stijgende machten
Als 
{\displaystyle n=\sum _{i=1}^{k}{d_{i}}^{k-i+1}},
heet {\displaystyle n} een narcistisch getal met stijgende machten.
Een dergelijk getal in het decimale stelsel is bijvoorbeeld:
{\displaystyle 2427=2^{1}+4^{2}+2^{3}+7^{4}=2+16+8+2401}

### Met constante basis
Als
{\displaystyle n=\sum _{i=1}^{k}b^{d_{i}}},
heet {\displaystyle n} een narcistisch getal met constante basis {\displaystyle b}.
Een dergelijk getal met basis 4 in het decimale stelsel is bijvoorbeeld:
{\displaystyle 4624=4^{4}+4^{6}+4^{2}+4^{4}=256+4096+16+256}